# DD (tanque)
O tanque DD de Direção Dupla (em inglês: Duplex Drive) conhecido pelo apelido de Donald Duck, foi uma modificação dos tanques M4 Sherman e outros tanques aliados dos exércitos do Reino Unido e dos Estados Unidos durante a Segunda Guerra Mundial para poder transpor rios e áreas alagadiças do campo de batalha. Foi largamente utilizado na ocupação das praias da Normandia durante o desembarque das tropas Aliadas na França ocupada.
| {{{caption}}}                                                                |
| DD Valentine 79ª Armoured Division School, Gosport em 14 de janeiro de 1944. |

| {{{caption}}} |
| Diagrama da tela flutuante em um tanque Tetrarch. Adquirida da patente de Straussler sob o nº U.S. Patent 2,390,747, emitida em 1945. |